# Пиетро Ферарис
Пиетро Ферарис (на италиански: Pietro Ferraris) роден на 5 февруари 1912 г. във Верчели е бивш италиански футболист – нападател. Световен шампион с Италия през 1938 г.

## Кариера
Започва кариерата си с местния отбор на Про Верчели, където по това време играе легендата Силвио Пиола. Дебютира в Серия А през 1929 г., когато е едва на 17 години. През 1932 г. преминава в отбора на Наполи, където остава до 1936 г. след което играе за Амброзиана-Интер на другия легендарен футболист по това време – Джузепе Меаца. С Интер, Ферарис изиграва 139 мача до 1941 г. и отбелязва 43 гола, вдига две скудети през 1938 и 1940 г. и една Копа Италия през 1939 г. Преминава в отбора на ФК Торино, с които става четирикратен шампион на Италия и част от т. нар. „Великият Торино“. Трансферът му от Торино в Новара през 1948 г. спасява неговия живот, защото през 1949 г. целия отбор на ФК Торино загива при самолетна катастрофа в „Трагедията Суперга“. Ферарис е сред двадесетте футболиста с най-много присъствия в Серия А.

## Отличия
- Шампион на Италия: 6

Интер: 1937-38, 1939-40
ФК Торино: 1942-43, 1945-46, 1946-47, 1947-48,
- Копа Италия: 2

Интер: 1939
ФК Торино: 1943
- Световен шампион: 1

Италия: 1938